# Lesath
Lesath (υ Sco / υ Scorpii / Upsilon Scorpii) è una stella della costellazione dello Scorpione. Di colore azzurro, con una magnitudine di 2,69 è l'ottava stella in ordine di luminosità apparente all'interno della costellazione.

## Osservazione
Posta alla declinazione di 37°S, Lesath è una stella dell'emisfero australe. Nell'emisfero boreale essa non può essere osservata a nord del 53º parallelo, il che esclude buona parte del Canada e l'Europa settentrionale. Nelle zone temperate dell'emisfero boreale, essa comunque apparirà molto bassa sull'orizzonte. Diventa circumpolare solo alle latitudini più meridionali del 53°S, cioè solo nelle estreme regioni meridionali del Sudamerica e nel continente antartico.
Visualmente appare molto vicina (solo 36 minuti d'arco) a Shaula (λ Scorpii), con la quale forma il pungiglione sollevato dello Scorpione, nella parte sud-est della costellazione. Tuttavia si tratta solo di una vicinanza puramente visiva: le due stelle non sono legate fisicamente fra loro e sono in realtà distanti diverse decine di anni luce l'una dall'altra.

## Caratteristiche
Distante circa 520 anni luce, Lesath appartiene, come Shaula, all'Associazione OB Scorpius-Centaurus, ossia l'associazione OB più vicina a noi. Le analogie fra le due stelle non finiscono qui. Infatti esse hanno più o meno la stessa classe spettrale: B2IV di Lesath contro B1,5IV di Shaula A (la stella principale di Shaula). Ciò significa che Lesath ha un'alta temperatura superficiale: 22.400 K, che le conferisce un colore azzurro-blu. Tale temperatura, unita a una vasta superficie irraggiante (Lesath ha un raggio che è sette volte e mezzo quello del Sole), comporta una grande luminosità intrinseca: Lesath è infatti 12.300 volte più luminosa del Sole, quando si sia tenuto conto della notevole quantità di radiazione ultravioletta che Lesath emana.
Con una massa 10 volte superiore a quella solare, Lesath è da poco uscita dalla sequenza principale, come la sua assegnazione alla classe delle subgiganti testimonia. Ciò significa che essa ha già esaurito o sta per esaurire la riserva di idrogeno all'interno del suo nucleo e ha intrapreso il cammino che la porterà a diventare una supergigante rossa. Il suo destino finale è incerto in quanto essa si trova proprio al limite (8-10 M☉) al di sopra del quale una stella esplode in una supernova. Lesath potrebbe subire questo destino oppure diventare una massiccia nana bianca O-Ne-Mg.
A volte viene classificata come una stella Be, cioè avente un disco circumstellare, responsabile, nello spettro della stella, di prominenti linee di emissione (indicate dalla lettera "e" dopo la B) dell'idrogeno. Tuttavia tali dischi vengono nella grande maggioranza dei casi creati dall'altissima velocità di rotazione della stella che finisce per deformarla, schiacciando notevolmente i poli. Ciò mal collima con il fatto che la velocità di rotazione di Lesath non sia molto alta (73 km/s). Tuttavia se Lesath rivolgesse il suo polo di rotazione verso di noi, la bassa velocità di rotazione sarebbe solo apparente e quindi i dati sarebbero compatibili con la classificazione della stella come Be.

## Etimologia
Il nome Lesath ha una curiosa origine. Gli astronomi arabi chiamavano al laţkha, che significa la macchia nebbiosa, l'ammasso aperto M7, che si trova circa 4° e mezzo a nord-est di Lesath. A sua volta il nome al laţkha è probabilmente la traduzione di un nome greco di significato equivalente. Il nome arabo dell'ammasso venne latinizzato in Alascha. Lo Scaligero, che conosceva l'arabo, credendo che con tale nome gli arabi designassero Upsilon Scorpii e non l'ammasso M7, ritenne che il nome latino fosse corrotto e che provenisse in realtà dall'arabo las'a, che significa morso di un animale velenoso, riferito alla posizione di Lesath, coincidente con il pungiglione dello Scorpione. Dalla latinizzazione di las'a deriva quindi il nome che attualmente viene usato per Upsilon Scorpii.